# Zophorame
Genre
Zophorame est un genre d'araignées mygalomorphes de la famille des Barychelidae.

## Distribution
Les espèces de ce genre sont endémiques du Queensland en Australie.

## Liste des espèces
Selon World Spider Catalog (version 14.0, 2013) :
- Zophorame covacevichae Raven, 1994
- Zophorame gallonae Raven, 1990
- Zophorame hirsti Raven, 1994
- Zophorame simoni Raven, 1990

## Publication originale
- Raven, 1990 : A revision of the Australian spider genus Trittame Koch (Mygalomorphae: Barychelidae) and a new related genus. Invertebrate Taxonomy, vol. 4, no 1, p. 21-54.